# Deaflympics d'été de 1993
Les Deaflympics d'été de 1993, officiellement appelés les XVII World Games for the Deaf, ont eu lieu du 24 juillet au 2 août 1993 à Sofia.
Ces Jeux rassemblaient 1 679 athlètes venant de 52 pays. Ils participaient à 12 sports et 14 disciplines ce qui fait un total de 126 épreuves officielles.

## Faits sur ces Jeux
Le nombre de participants fut de 1 679 dans ces Deaflympics d'été de Sofia, un record depuis 1981 à Köln. De même, le record a été rompu pour le plus grand nombre de nations représentées dans ces Jeux: 52 nations contre 32 en 1977.

## Sport
Les Deaflympics d'été de 1993 a 14 disciplines dont 9 individuelles et 5 en équipe.

### Sports individuels
- Athlétisme
- Marathon
- Badminton
- Cyclisme sur la route
- Lutte
- Natation
- Tennis
- Tennis de table
- Tir sportif

### Sports en équipe
- Basket-ball
- Football
- Handball
- Volley-ball
- Water-polo

## Pays participants
Les Deaflympics d'été de 1993 ont accueilli 1679 athlètes de 52 pays: 
- Algérie
- Australie
- Autriche
- Biélorussie
- Belgique
- Brésil
- Bulgarie
- Canada
- Taipei chinois
- Croatie
- Cuba
- République tchèque
- Danemark
- Estonie
- Finlande
- France
- Allemagne
- Royaume-Uni
- Grèce
- Hong Kong
- Hongrie
- Islande
- Inde
- Iran
- Irlande
- Israël
- Italie
- Japon
- Corée du Sud
- Koweït
- Lettonie
- Lituanie
- Malaisie
- Moldavie
- Pays-Bas
- Nouvelle-Zélande
- Norvège
- Pologne
- Portugal
- Roumanie
- Russie
- Slovaquie
- Slovénie
- Afrique du Sud
- Espagne
- Suède
- Suisse
- Turquie
- Ukraine
- États-Unis
- Zimbabwe

## Compétition

### La France aux Deaflympics
Il s'agit de sa 17e participation aux Deaflympics d'été. 42 athlètes français étaient venus pour concourir sous le drapeau français, et ils ont pu remporter deux médailles d'or, deux médailles d'argent et trois médailles de bronze.